# Thomisus albohirtus
Thomisus albohirtus es una especie de araña cangrejo del género Thomisus, familia Thomisidae. Fue descrita científicamente por Simon en 1884.

## Distribución
Esta especie se encuentra en el norte y este de África, Yemen e Irán.